# A.C.d.C.
a.C.d.C. - Dall'Homo Sapiens a Napoleone è un programma televisivo italiano di approfondimento storico, in onda sul canale tematico Rai Storia dal 3 marzo 2013.

## Il programma
La trasmissione rappresenta un percorso ideale attraverso i secoli, dalla nascita dell'umanità al Congresso di Vienna. Vari cicli di documentari a carattere storico-scientifico (per la maggior parte prodotti in ambito internazionale) sono la timeline su cui si muove il professore Alessandro Barbero, che ad ogni puntata fornisce spunti e riflessioni sul tema affrontato. 
Il titolo del programma, ideato da Davide Savelli, gioca sul duplice significato dell'acronimo che viene correttamente letto come avanti Cristo - dopo Cristo, ma può essere anche interpretato come una chiara allusione al nome del famoso gruppo rock AC/DC, a sottolineare lo sguardo contemporaneo con il quale vengono raccontati gli eventi storici. Il brano usato come sigla delle prime puntate trasmesse del programma è Back in Black del gruppo citato.

## Puntate
Ogni puntata ha un'introduzione del professore Barbero, il quale presenta il documentario integrandolo o correggendolo. a.C.d.C. è in onda da marzo 2013 e le prime puntate inedite venivano trasmesse la domenica alle 17:00, mentre da luglio 2013 sono passate alla prima serata del giovedì; c'è al più un solo episodio inedito a settimana, tuttavia sono numerose le repliche di quelli vecchi.

### Esterni
La location che fa da sfondo nell'introduzione è spesso in tema con il filmato proposto ed è scelta, per la maggior parte, nella città di Torino e dintorni.
Dalla puntata Leonardo. L'uomo che salvò la scienza del 15 marzo 2018, la Biblioteca Antica dell'Archivio di Stato di Torino rimane la location fissa ed inoltre il professor Barbero risponde anche ad alcune domande inviate dai telespettatori:
- Polo Reale di Torino
- Museo regionale di scienze naturali (Torino)
- Museo egizio (Torino)
- Porta Palatina
- Accademia delle Scienze di Torino
- Biblioteca dell'Istituto storico italiano per il Medio Evo
- Sacra di San Michele
- Palazzo Saluzzo di Paesana
- Associazione Barriera Arte di Torino
- Armeria Reale
- Campus Luigi Einaudi
- Shopville Le Gru di Torino
- Museo della figurina di Modena
- Battello del Gruppo Torinese Trasporti
- Reggia di Venaria Reale
- Museo nazionale del cinema
- Palazzo Carignano
- Museo d'arte orientale (Torino)
- Ex Manifattura Tabacchi di Torino
- Galleria civica d'arte moderna e contemporanea
- Palazzo Madama di Torino
- Castello di Rivoli
- Polo Museale dell'Emilia-Romagna a Ravenna
- Castello del Valentino
- Palazzina di caccia di Stupinigi
- Castello Reale di Racconigi
- Castello di Fénis, Borgo e rocca medievali di Torino, ricetto di Candelo
- Biblioteca Antica dell'Archivio di Stato di Torino
- castello dei conti Guidi